# Sonpur
Sonpur (nepalski: सोनपुर) – gaun wikas samiti w zachodniej części Nepalu w strefie Rapti w dystrykcie Dang Deokhuri. Według nepalskiego spisu powszechnego z 2001 roku liczył on 1793 gospodarstw domowych i 11366 mieszkańców (5593 kobiet i 5773 mężczyzn).